# Coriaria terminalis
Coriaria terminalis är en tvåhjärtbladig växtart som beskrevs av William Botting Hemsley. Coriaria terminalis ingår i släktet Coriaria, och familjen Coriariaceae. Inga underarter finns listade i Catalogue of Life.

## Bildgalleri

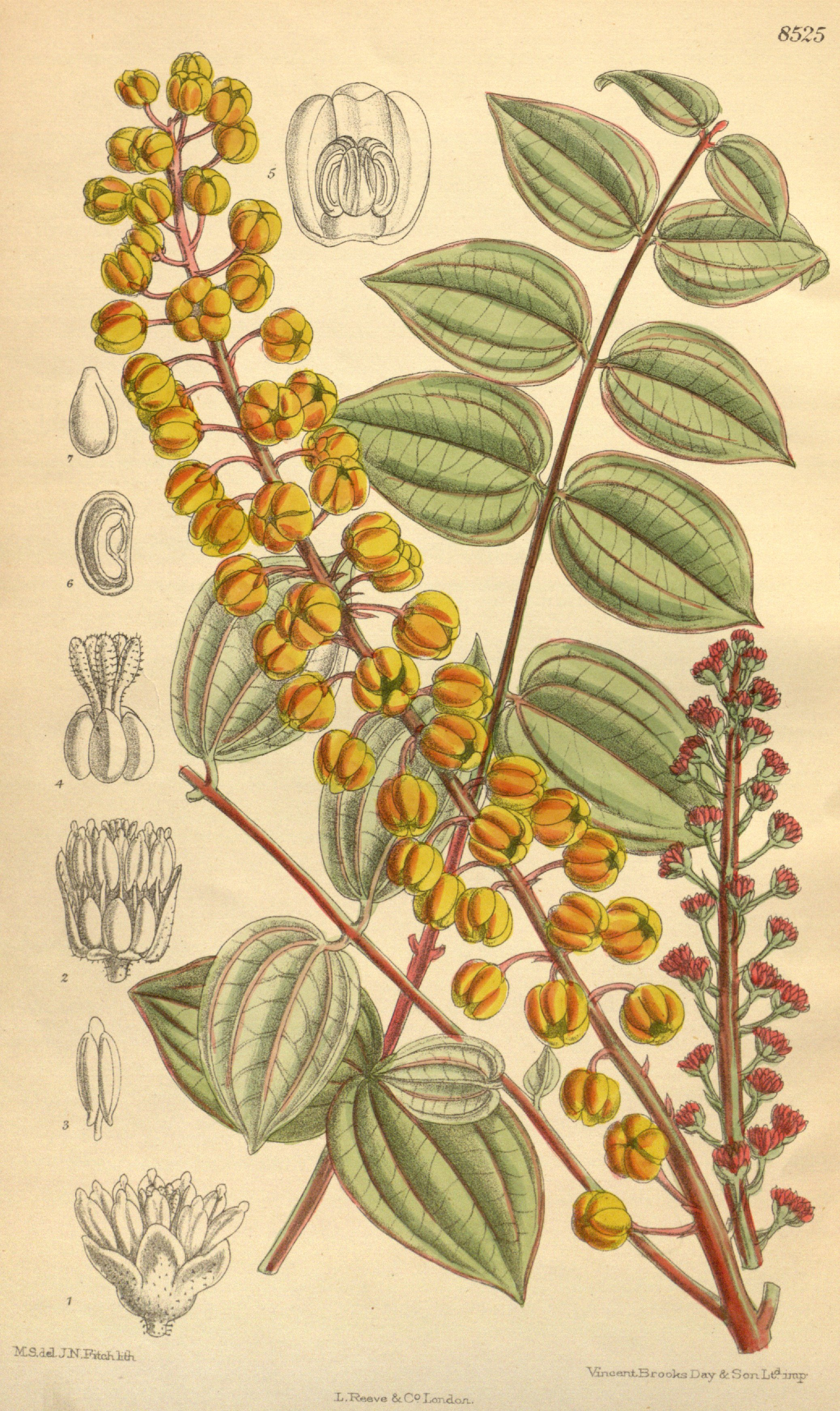